# Die Querschlaeger
Die Querschlaeger sind eine vierköpfige, deutsche Rock- und Pop-Band aus Gelsenkirchen.

## Bandgeschichte
Die Band wurde 1996 von Pascal Skwara, Christof Grossheim, Dennis Zimmermann und Jannis Theil gegründet und spielte seitdem in unveränderter Besetzung bereits auf mehr als 100 Konzerten und anderen Events, wie zum Beispiel dem FIFA-Fanfest Gelsenkirchen zur Fußballweltmeisterschaft 2006. Bereits zwar Jahre nach ihrer Gründung konnten sie einen Bandwettbewerb der Firma Spinnrad, an dem ca. vierzig Bands teilnahmen, für sich entscheiden. Nach einer kreativen Pause am Anfang des 21. Jahrhunderts, in der lediglich drei Gigs gespielt wurden, spielte die Band ab 2003 wieder regelmäßig vor dem Publikum. Ende 2005 konnten sich die Vier erneut bei einem Bandwettbewerb, diesmal vom BDKJ veranstaltet, gegen 14 weitere Bands aus NRW durchsetzen. Am 25. Januar 2008 veröffentlichen die Querschlaeger ihr Debütalbum ...rockt! mit einer Auswahl von 13 Liedern aus ihrem mittlerweile einige Dutzend Lieder umfassenden Repertoire.
Am 11. Juni 2010 spielten sie als Unterstützung für Manfred Mann’s Earth Band im Rahmen des Local Heroes Programm am Busbahnhof in Gelsenkirchen-Buer vor mehreren Tausend Zuhörern und am 18. Juli 2010 an der A 40 in Bochum im Rahmen des Still-Leben Ruhrschnellweg.

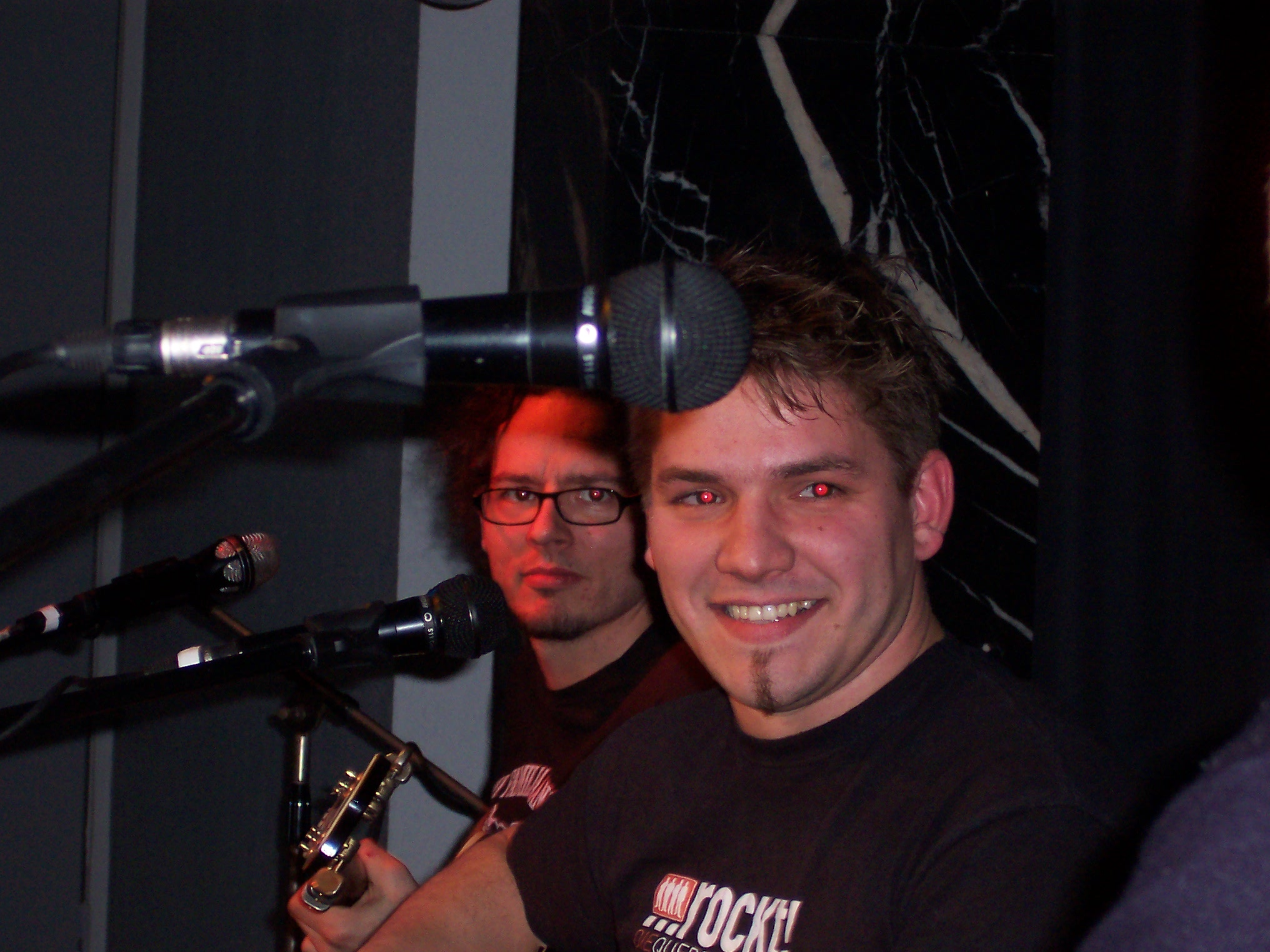
Der Sänger Pascal Skwara (vorne) und der Gitarrist Dennis Zimmermann (hinten) (2010)
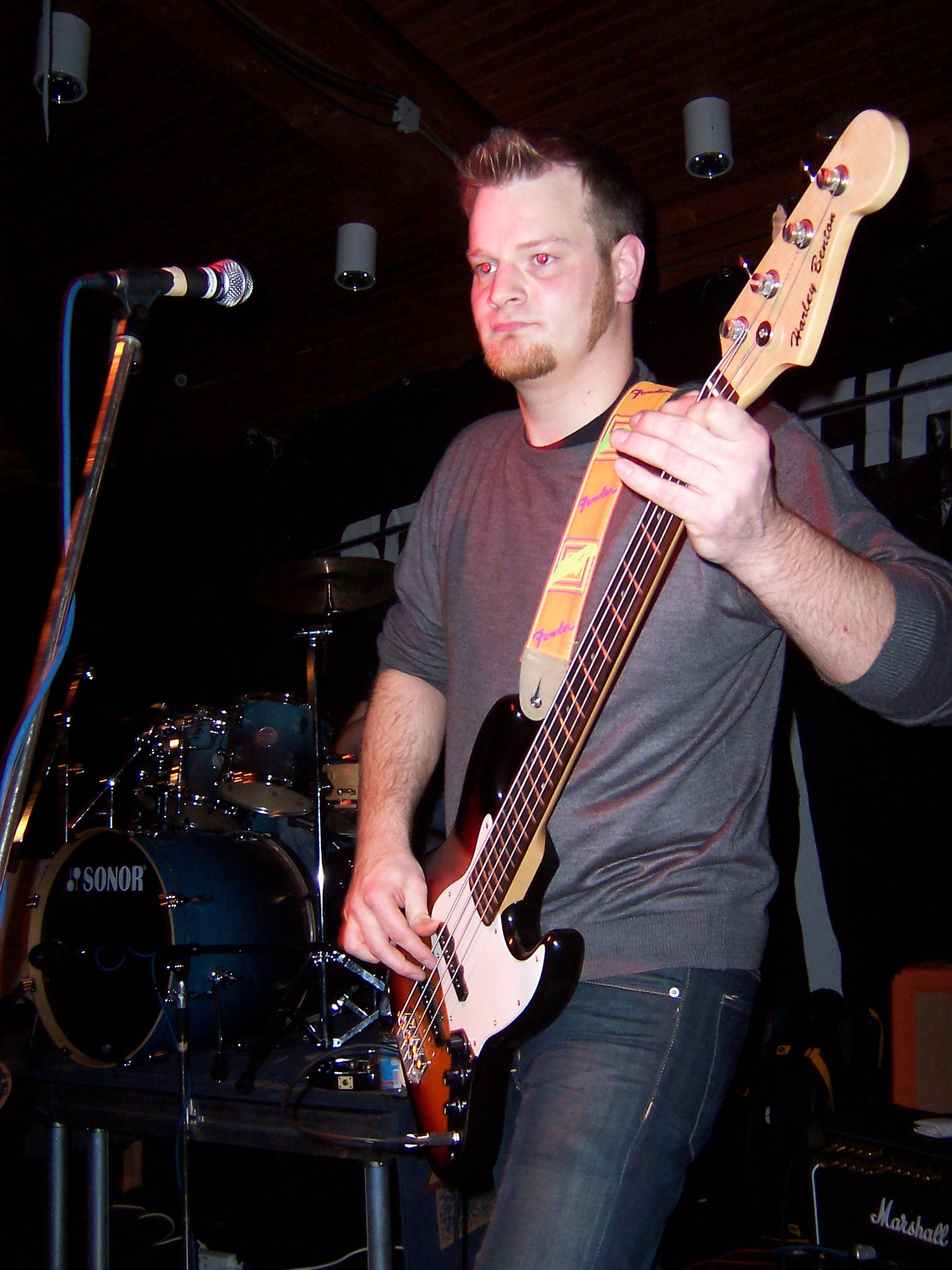
Der Bassist Christof Grossheim (2010)
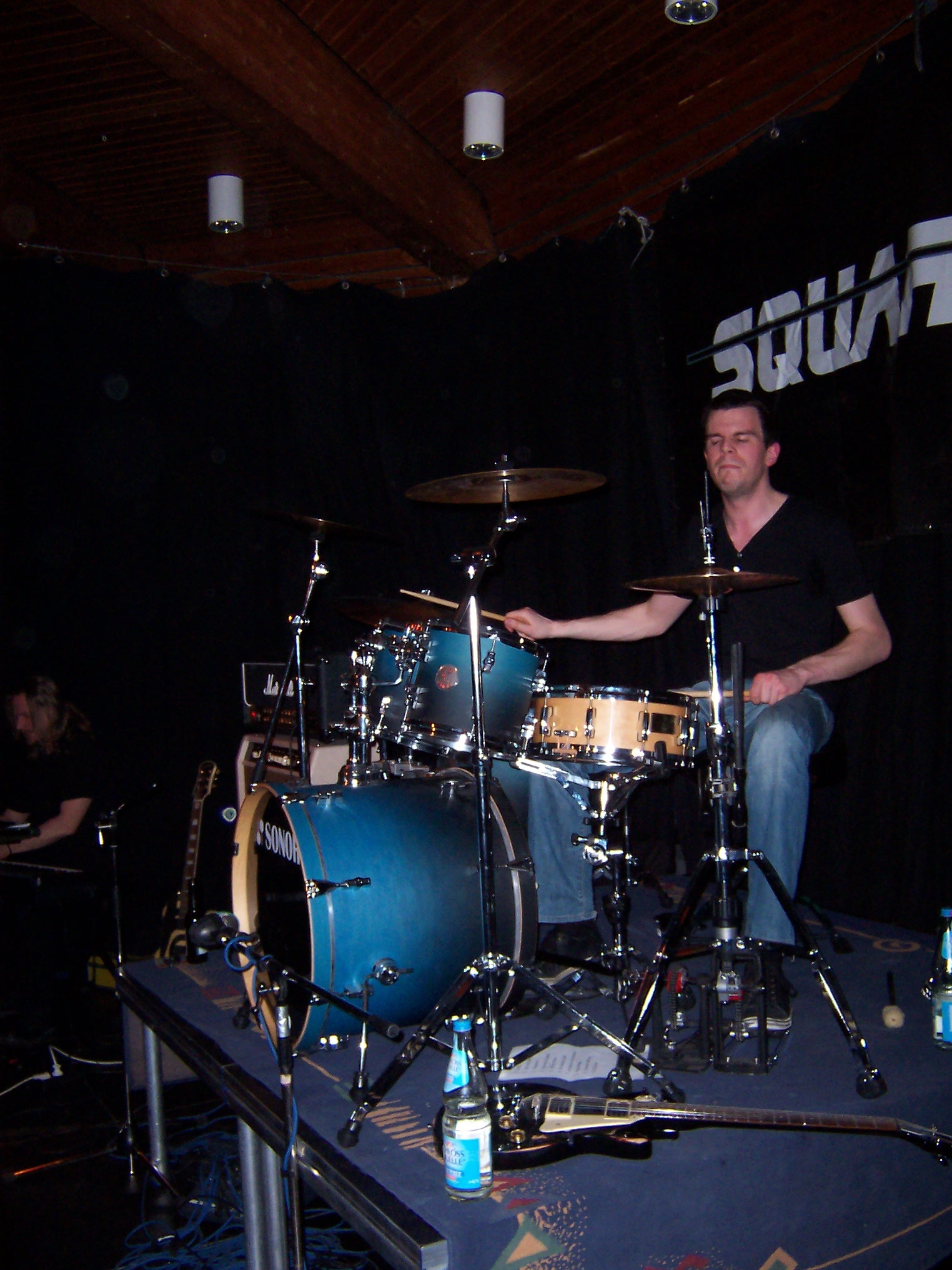
Der Schlagzeuger Jannis Theil (2010)

## Diskografie
Alben
- 2008: ...rockt!
- 2013: Bäähm!

## Musikvideos
- Deine Lügen
- Lass mich in Ruhe
- Deine Lügen
- Erinnerung